# Liste der Bodendenkmale in Stadland
In der Liste der Bodendenkmale in Stadland sind die Bodendenkmale der niedersächsischen Gemeinde Stadland aufgeführt. Die Quelle ist der Denkmalatlas Niedersachsen.
- Bitte beachten Sie, dass diese Liste keinen Anspruch auf Vollständigkeit erhebt.
- Die Angaben ersetzen nicht die rechtsverbindliche Auskunft der zuständigen Denkmalschutzbehörde.
- Es sind nur Daten aus dem Denkmalatlas verarbeitet.
- Der Stand der Liste ist der 24. April 2025.

Stadland im Landkreis Wesermarsch

## Allgemein
In den Spalten finden sich folgende Informationen des Bodendenkmales:
| Lage         | geographische Koordinaten                                                           |
| Bezeichnung  | Bezeichnung lt. Denkmalatlas                                                        |
| Beschreibung | Beschreibung lt. Denkmalatlas                                                       |
| ID           | Objekt-ID                                                                           |
| Bild         | Bild, ggf. zusätzlich mit Link zu weiteren Fotos im Medienarchiv Wikimedia Commons. |

## Rodenkirchen
| Lage                        | Bezeichnung                   | Beschreibung                                               | ID       | Bild |
| --------------------------- | ----------------------------- | ---------------------------------------------------------- | -------- | ---- |
| 53° 24′ 46″ N, 8° 24′ 52″ O | Rodenkirchen 2, Deich         | Teilstück ID: 32853142                                     | 28913170 | BW   |
| 53° 24′ 1″ N, 8° 24′ 51″ O  | Rodenkirchen 9, Deich         |                                                            | 28917775 | BW   |
| 53° 23′ 26″ N, 8° 26′ 53″ O | Rodenkirchen 21, Jedutenhügel | Größe ca. 22,5 × 20 m und Höhe ca. 3 m, Hangflächen steil. | 28913572 | BW   |
| 53° 24′ 39″ N, 8° 27′ 43″ O | Rodenkirchen 58, Wurt         |                                                            | 28913838 | BW   |
| 53° 24′ 9″ N, 8° 27′ 0″ O   | Rodenkirchen 71, Wurt         |                                                            | 28917386 | BW   |
| 53° 24′ 3″ N, 8° 27′ 3″ O   | Rodenkirchen 73, Wurt         |                                                            | 28916231 | BW   |
| 53° 24′ 5″ N, 8° 27′ 6″ O   | Rodenkirchen 74, Kirchwurt    |                                                            | 28916486 | BW   |
| 53° 23′ 41″ N, 8° 27′ 28″ O | Rodenkirchen 79, Wurt         |                                                            | 28916729 | BW   |
| 53° 23′ 28″ N, 8° 26′ 52″ O | Rodenkirchen 97, Wurt         |                                                            | 28916742 | BW   |
| 53° 22′ 57″ N, 8° 27′ 3″ O  | Rodenkirchen 100, Dorfwurt    |                                                            | 28917380 | BW   |
| 53° 22′ 41″ N, 8° 26′ 59″ O | Rodenkirchen 102, Wurt        |                                                            | 28917381 | BW   |

## Schwei
| Lage                        | Bezeichnung          | Beschreibung           | ID       | Bild |
| --------------------------- | -------------------- | ---------------------- | -------- | ---- |
| 53° 25′ 15″ N, 8° 23′ 35″ O | Schwei 1, Deich      |                        | 28916743 | BW   |
| 53° 25′ 22″ N, 8° 22′ 17″ O | Schwei 2, Deich      | Teilstück ID: 31244470 | 28917781 | BW   |
| 53° 23′ 17″ N, 8° 18′ 31″ O | Schwei 13, Deich     | Teilstück ID: 31403021 | 28913154 | BW   |
| 53° 24′ 12″ N, 8° 21′ 22″ O | Schwei 53, Kirchwurt |                        | 28916099 | BW   |

## Seefeld
| Lage                        | Bezeichnung       | Beschreibung                                                         | ID       | Bild |
| --------------------------- | ----------------- | -------------------------------------------------------------------- | -------- | ---- |
| 53° 26′ 8″ N, 8° 23′ 42″ O  | Seefeld 1, Deich  | Teilstück ID: 31390665                                               | 28916129 | BW   |
| 53° 27′ 31″ N, 8° 21′ 30″ O | Seefeld 2, Deich  | Teilstück ID: 31391952 Teilstück ID: 31392008 Teilstück ID: 31392420 | 28916997 | BW   |
| 53° 28′ 52″ N, 8° 21′ 43″ O | Seefeld 53, Deich | Teilstück ID: 31393368 Teilstück ID: 31393245 Teilstück ID: 31393111 | 31392467 | BW   |